# Coursetia robinioides
Coursetia robinioides là một loài thực vật có hoa trong họ Đậu. Loài này được M.Sousa & Lavin miêu tả khoa học đầu tiên.